# Premio Manuela Espejo
El Premio Manuela Espejo es un galardón anual entregado por el municipio de Quito a una mujer que haya tenido un rol destacado en temas cívicos, educativos, sociales, ecológicos, educativos, entre otros. El premio está nombrado en honor a Manuela Espejo, mujer destacada que dedicó su vida a las luchas sociales y a favor de las mujeres, y se entrega cada año en el marco del Día Internacional de la Mujer.

## Lista de ganadoras
| Año  | Ganadora                                             | Aporte social                                        | Ref.                        |
| ---- | ---------------------------------------------------- | ---------------------------------------------------- | --------------------------- |
| 1997 | Tránsito Amaguaña                                    | Activista indígena                                   | [ 3 ]                       |
| 2000 | Virginia Gómez de la Torre                           | Activista feminista                                  | [ 4 ]                       |
| 2002 | Nela Martínez                                        | Política, escritora y activista feminista            | [ 5 ]                       |
| 2006 | Bertha Moreira                                       | Profesora y activista feminista                      | [ 6 ]                       |
| 2007 | Rosario Utreras                                      | Activista social                                     | [ 7 ]                       |
| 2008 | Rocío Rosero                                         | Activista femnista                                   | [ 8 ]                       |
| 2009 | Dolores Padilla                                      | Política y activista feminista                       | [ 9 ]                       |
| 2010 | Luz Haro                                             | Activista por las mujeres rurales                    | [ 10 ]                      |
| 2011 | Irma del Carmen Gómez                                | Promotora educativa de niños indígenas               | [ 11 ] [ 12 ]               |
| 2012 | Yolanda Añasco                                       | Poeta y activista feminista                          | [ 13 ]                      |
| 2013 | Angélica Borja                                       | Policía                                              | [ 14 ] [ 15 ]               |
| 2014 | Luz Victoria Herrera                                 | Poeta y maestra                                      | [ 16 ] [ 17 ] [ 18 ] [ 19 ] |
| 2016 | Catalina Avilés                                      | Presidenta de la Fundación Jonathan                  | [ 20 ] [ 21 ]               |
| 2017 | Edith Dueñas                                         | Psicóloga de niños con cáncer                        | [ 20 ] [ 22 ]               |
| 2018 | Lourdes Torres                                       | Activista de derechos de las trabajadoras sexuales   | [ 23 ] [ 24 ]               |
| 2019 | Rosa Guerra Baquero                                  | Activista feminista                                  | [ 25 ]                      |
| 2020 | Premio no otorgado debido a la pandemia de COVID-19. | Premio no otorgado debido a la pandemia de COVID-19. | [ 26 ]                      |
| 2021 | Alba Patricia Pavón Congo                            | Activista por los derechos de las mujeres            | [ 27 ]                      |
| 2022 | Pilar Jaramillo                                      | Escritora de libros infantiles sobre el cáncer       | [ 28 ] [ 29 ]               |
| 2023 | María Judith Hurtado                                 | Activista por los niños y las mujeres                | [ 30 ] [ 31 ]               |